# Kaspar Seibold
Kaspar Seibold (* 14. Oktober 1914 in Lenggries, Bezirksamt Tölz; † 15. Oktober 1995 ebenda) war ein deutscher Landwirt und Politiker (CSU).

## Leben und Beruf
Nach dem Schulbesuch nahm Seibold ein Studium der Landwirtschaft auf, das er mit der Prüfung zum Diplom-Landwirt und mit der Promotion zum Dr. agr. beendete. 1939 war er Deutscher Meister im Skilaufen. Anschließend wurde er zur Wehrmacht eingezogen und nahm als Soldat am Zweiten Weltkrieg teil, zuletzt als Oberleutnant.
Seibold arbeitete seit 1945 als sozialpolitischer Referent beim Bayerischen Bauernverband (BBV). Von 1946 bis 1949 war er als bayerischer Vertreter für Ernährung, Landwirtschaft und Forsten beim Länderrat in Stuttgart tätig. Gleichzeitig fungierte er als Sekretär von Hermann Dietrich. 1949/50 war er Referent für Ernährung, Landwirtschaft und Forsten bei der bayerischen Vertretung im Bundesrat.

## Politik
Seibold trat 1946 in die CSU ein und war von 1955 bis 1972 Vorsitzender des CSU-Kreisverbandes Bad Tölz. Er war 1948/49 das jüngste Mitglied des 65-köpfigen Parlamentarischen Rates, der die Verfassung der Bundesrepublik Deutschlands erarbeitete. Bei der Schlussabstimmung am 23. Mai 1949 stimmte er mit NEIN, weil der Bayerische Landtag nicht zustimmte. Darüber hinaus gehörte er dem Bezirkstag Oberbayern an. Er amtierte von 1966 bis 1984 als Bürgermeister der Gemeinde Lenggries. Daneben war er stellvertretender Landrat des Kreises Bad Tölz.